# Marcen
Marcen je priimek več znanih Slovencev:
- Luka Marcen, (*1995) gledališki režiser (Celje)
- Maja Marcen (*1982), lokostrelka
- Slavko Marcen (*1944), industrijski in grafični oblikovalec (Steklarna Hrastnik)
- Vid Marcen (*1945), zborovodja, ravnatelj Glasbene šole Celje 1976-2008